# 港鐵都會票
港鐵都會票（英語：MTR City Saver）是港鐵於2014年6月8日推出的一張獨立智能車票，乘客憑車票可以於港鐵市區範圍內乘搭40程港鐵，車票有效期為40日，惟非月票，推廣期延長至2026年6月30日。
港鐵公司認為受惠乘客主要為中途距離車程的乘客，並預料每月會有75,000人受惠。
當中，市區範圍涵蓋港島九龍及新界部份地區，如荃灣、葵涌、青衣和將軍澳等。

## 優惠內容

### 用途
持有車票的乘客可以於市區內指定車站乘搭40程港鐵，但需於首次使用起計40日內完成乘坐40程港鐵，否則車票將會失效並不能再被使用。
此車票將不會儲存於八達通內，而是透過實體智能車票或透過MTR Mobile之電子二維碼車票使用。實體車票使用方式與單程車票一樣，同為「拍票入閘．插票出閘」。出閘時需取回車票，於第40程出閘時車票會被收回；而電子車票使用方式則與車票二維碼一樣，同為入閘及出閘時掃碼（入閘前不能選擇乘搭頭等車票）。
| 港鐵綫路 | 車站                            |
| 港島綫   | 各站                            |
| 南港島綫 | 各站                            |
| 荃灣綫   | 各站                            |
| 觀塘綫   | 各站                            |
| 將軍澳綫 | 各站                            |
| 東涌綫   | 香港－青衣                      |
| 東鐵綫   | 金鐘－九龍塘 （只適用於普通等） |
| 屯馬綫   | 鑽石山－荃灣西                  |

港鐵往來上表所列明的沿途各站。

### 有效期
車票自發票日起14日需首次使用，並於首次使用起40日內有效，推出後每天均會發售。
持實體車票乘客可在任何港鐵車站的查閱機或客務中心查閱車票有效期及剩餘車程次數；剩餘車程次數會在每次出入閘時在螢幕上顯示，而有效期亦會於出閘時在螢幕上顯示。
持電子車票乘客則可於MTR Mobile程式內，查閱車票有效期及剩餘車程次數；剩餘車程次數及有效期會在該車票上顯示，惟不會於閘機螢幕上顯示。

### 售價
港鐵都會票的售價為HK$460。
此車票限乘搭40程港鐵，故平均每一程大約需繳付HK$11.5車資；乘客乘搭中等距離的路程，可節省3%至38%的車資。
節省車資最多的路程為荃灣西至柴灣站的車程，原八達通成人車費HK$18.7一程，如40程車程均為來往此兩個車站，原價需HK$748，但如購買都會票只需HK$460，節省高達38%的車資。

### 發售車站
| 發售地點                                                                                         | 付款方法                                                                      |
| ------------------------------------------------------------------------------------------------ | ----------------------------------------------------------------------------- |
| 車票適用車站之客務中心（非付費區，土瓜灣站、宋皇臺站、啟德站、黃竹坑站、利東站及海怡半島站除外） | 現金、八達通、Visa、Mastercard、銀聯、Apple Pay、Google Pay、支付寶、微信支付 |
| 黃埔站、海洋公園站、黃竹坑站、利東站及海怡半島站的自助客務機                                     | 現金（硬幣及紙幣，紙幣面額HK$100或以下）或八達通                              |
| 土瓜灣站、宋皇臺站及啟德站部分的售票增值機                                                       | 現金（硬幣及紙幣，紙幣面額HK$500或以下）或八達通                              |
| MTR Mobile手機程式                                                                               | Visa、Mastercard、支付寶、微信支付                                            |

## 歷年售價
| 日期          | 日期          | 售價   |
| 開始          | 結束          | 售價   |
| ------------- | ------------- | ------ |
| 2014年6月8日  | 2015年6月30日 | HK$400 |
| 2015年7月1日  | 2016年6月30日 | HK$415 |
| 2016年7月1日  | 2019年1月1日  | HK$425 |
| 2019年1月2日  | 2020年6月30日 | HK$435 |
| 2020年7月1日  | 2021年6月30日 | HK$335 |
| 2021年7月1日  | 2022年1月1日  | HK$385 |
| 2022年1月2日  | 2023年6月30日 | HK$435 |
| 2023年7月1日  | 2024年6月29日 | HK$445 |
| 2024年6月30日 | 2024年9月30日 | HK$410 |
| 2024年10月1日 | 另行通知      | HK$460 |

## 爭議
按現時（2025年6月）港鐵都會票的售價為HK$460一張，而每一張可乘搭40程車，即每程大約需HK$11.5。不過，此優惠票的適用範圍以內，除了往返維港兩岸或荃葵青一帶往返將軍澳的車費多於HK$11.5外，其他車程車費均少於HK$11.5；乘搭此類車程的乘客依然是使用八達通乘車較便宜，所以都會票的優惠幅度不大，乘搭短途車程的乘客未能受惠。

前新民主同盟的立法會議員范國威曾批評新推優惠只屬「小恩小惠」。

## 歷史
- 2013年4月16日，港鐵宣佈與政府就可加可減機制修訂達成共識，優惠包括即日第二程車費九折，以及本優惠車票。[1]
- 2014年6月8日，港鐵都會票正式推出，每張售價為HK$400。[11]
- 2014年6月15日，港鐵公佈「都會票」於推出後首星期已售出4萬張。[12]
- 2014年12月28日，港鐵都會票發售點及適用車站擴展至港島綫的香港大學站及堅尼地城站。
- 2015年3月29日，港鐵都會票發售點及適用車站擴展至港島綫的西營盤站。
- 2015年7月1日，由當日起購買或續購「港鐵都會票」調整售價，由HK$400調整至HK$415，而在同年7月1日至8月31日購買或續購「港鐵都會票」，可獲HK$50港鐵站商店現金劵一張。
- 2016年7月1日，由當日起購買或續購「港鐵都會票」調整售價，由HK$415調整至HK$425，而在同年7月1日至8月31日購買或續購「港鐵都會票」，可獲HK$50港鐵站商店現金劵一張。
- 2016年10月23日，港鐵都會票發售點及適用車站擴展至觀塘綫延綫的何文田站及黃埔站。
- 2016年12月28日，港鐵都會票發售點及適用車站擴展至南港島綫各站。
- 2017年7月1日，由當日起購買或續購「港鐵都會票」有效期延長至40日，售價維持HK$425不變。
- 2019年1月2日，由當日起購買或續購「港鐵都會票」調整售價，由HK$425調整至HK$435。
- 2019年10月17日：因應近日港鐵服務在反對逃犯條例草案修訂運動中受到嚴重影響，在10月5日全綫服務於有人指使的情況下暫停。為了方便乘客，持有同年10月16日或之前購買或續購「港鐵都會票」的顧客於當日起可前往港鐵車站客務中心登記，港鐵公司將根據現行機制處理相關申請，經核實後，將延長該車票餘下車程有效期多40天。
- 2019年11月18日：因應近日港鐵服務受反對逃犯條例草案運動中受到嚴重影響，在10月5日 全綫服務於有人指使的情況下暫停。為了方便乘客，持有同年10月17日至11月17日期間購買或續購「港鐵都會票」的顧客於當日起可前往港鐵車站客務中心登記，港鐵公司將根據現行機制處理相關申請，經核實後，將延長該車票餘下車程有效期多40天。
- 2020年2月14日，港鐵都會票發售點及適用車站擴展至屯馬綫一期的啟德站。
- 2020年2月20日及3月26日：因應2019新型冠狀病毒疫情，「港鐵都會票」兩度延遲調整售價8個多月，直至翌年1月2日（購買或續購日起計）才調整售價。
- 2020年4月3日：因應近日2019新型冠狀病毒疫情而導致部分「港鐵都會票」使用者在家工作或停工。為了方便乘客，持有同年1月29日至3月31日期間購買或續購「港鐵都會票」的顧客於當日起至4月23日可前往港鐵車站客務中心登記，驗證後他們會獲發一張載有餘下車程的都會票，而該票須於發出十四日內啟用。乘客若未能出示都會票，亦可提供相關收據、都會票編號或其他有效證明，職員會盡力提供協助。
- 2020年7月1日：因應2019新型冠狀病毒疫情，由當日起購買或續購「港鐵都會票」售價可節省HK$100（即HK$335），直至2021年1月1日止。
- 2020年8月15日：因應近日2019新型冠狀病毒疫情而導致部分「港鐵都會票」使用者在家工作或停工。為了方便乘客，持有同年7月13日至8月31日到期「港鐵都會票」的顧客於當日起至10月14日可前往港鐵車站客務中心登記，驗證後他們會獲發一張載有餘下車程的都會票，而該票須於發出十四日內啟用。乘客若未能出示都會票，亦可提供相關收據、都會票編號或其他有效證明，職員會盡力提供協助。
- 2020年11月25日：因應2019新型冠狀病毒疫情，「港鐵都會票」售價一律可節省HK$100，以及延遲調整售價多6個月，直至翌年7月1日（購買或續購日起計）才調整售價。
- 2021年6月27日，港鐵都會票發售點及適用車站擴展至屯馬綫的宋皇臺站及土瓜灣站。
- 2021年7月1日，由當日起購買或續購「港鐵都會票」售價可節省金額，由HK$100調整至HK$50，為期6個月。
- 2022年1月2日，由當日起購買或續購「港鐵都會票」回復正常售價，惟售價維持HK$435不變。
- 2022年4月11日，於黃大仙站、中環站、金鐘站、荃灣站、灣仔站、銅鑼灣站、鰂魚涌站及將軍澳站購買或續購港鐵都會票亦接受以八達通扣數。
- 2022年5月15日，港鐵都會票發售點及適用車站擴展至東鐵綫過海段的會展站。
- 2023年7月1日，由當日起購買或續購「港鐵都會票」調整售價，由HK$435調整至HK$445。
- 2024年6月30日，由當日起購買或續購「港鐵都會票」調整售價，由HK$445調整至HK$460，而在同年6月30日至9月30日購買或續購「港鐵都會票」，可獲HK$50折扣優惠。
- 2025年5月25日，「港鐵都會票」推出電子車票，乘客可透過MTR Mobile內以指定電子支付工具內購買，使用該票時為每次入閘及出閘時掃瞄二維碼。

## 注意事項
- 乘客不可享有其他港鐵轉乘優惠及／或港鐵特惠站。
- 「港鐵都會票」只可以在上述指定67個車站使用，並不能於上述指定以外車站出閘或入閘。乘客如須前往非指定車站，須於九龍塘、鑽石山、青衣或荃灣西站出閘，再改用其他車票（如：八達通）繳付餘下車程的正價車費。否則須為整段由入閘車站至出閘車站的車程於出閘前，繳付全程成人單程票正價車費，惟不會被扣港鐵都會票車程。此情況下，於尖沙咀站及尖東站轉綫將被視作兩個獨立車程，因此在第一程時從車票扣減的車程將不獲退還，乘客需要為第二程繳付由尖沙咀站或尖東站至出閘車站的成人單程票正價車費。
- 乘客可於30分鐘內在尖沙咀站及尖東站轉綫，將不會被扣額外車程；若超過30分鐘才再入閘，港鐵都會票被扣2程。
- 乘客經香港西九龍站行人通道在九龍站及柯士甸站轉綫，港鐵都會票會被扣額外車程。
- 車票不適用於東鐵綫頭等。使用本車票乘客如乘搭東鐵綫頭等，必須於九龍塘／紅磡／金鐘站出閘，再購買成人頭等車票，繳付全程成人單程票頭等額外正價車費，否則將被視作無票乘車，並會被收取附加費HK$1,000。
- 車票將於第40程出閘時會被出閘機收回（實體車票）／顯示「已使用」（電子車票）；如該程用於尖沙咀站或尖東站出閘，乘客可取回或掃瞄車票並於30分鐘內轉綫，車票將在目的地出閘時被出閘機收回（實體車票）／顯示「已使用」（電子車票）。
- 乘客可於任何港鐵客務中心、自助客務機、售票增值機（設於堅尼地城站、香港大學站、西營盤站、金鐘站（近E出口）、海洋公園站、黃竹坑站、利東站、海怡半島站、黃埔站、何文田站、旺角站、九龍塘站、鑽石山站（屯馬綫大堂）、會展站、紅磡站、土瓜灣站、宋皇臺站、啟德站及顯徑站）或八達通查閱機，查閱實體車票之剩餘車程次數及有效期；而電子車票之剩餘車程次數及有效期則可於MTR Mobile內查閱。
- 公共交通費用補貼計劃亦適用於港鐵都會票。

## 外部連結
- 主頁 > 車票及車費 > 常客車票計劃 > 港鐵都會票
- YouTube上的精搭細算 - 過海篇（繁體中文）